# Бельгия на «Евровидении-1960»
Бельгия принимала участие в Евровидении 1960, проходившем в Лондоне, Великобритания. На конкурсе её представлял Фуд Леклерк с песней «Mon amour pour toi», выступавший под номером 5. В этом году страна заняла шестое место, получив 9 баллов. Комментаторами конкурса от Бельгии в этом году стали Джорджс Десир и Nic Bal, а глашатаем — Арлетт Винсент.

## Национальный отбор[3]
| Номер | Артист       | Песня                   | Место |
| ----- | ------------ | ----------------------- | ----- |
| 1     | Mary The     | «A plein coeur»         | —     |
| 2     | Lily Vincent | «Il y a bien longtemps» | —     |
| 3     | Фуд Леклерк  | «Mon amour pour toi»    | 1-е   |
| 4     | Соланж Берри | «On m'attend»           | —     |
| 5     | Ferry Devos  | «Vieux carnet»          | —     |

Национальный отбор состоялся 24 января 1960 года. Победителем стал Фуд Леклерк с песней «Mon amour pour toi», представлявший Бельгию на конкурсе в 1956 и 1958 годах. В национальном отборе также принимала участие Соланж Берри, представительница Люксембурга на «Евровидении-1958».

## Страны, отдавшие баллы Бельгии
Каждая страна имела жюри в количестве 10 человек, каждый человек мог отдать очко понравившейся песне.
| Отдали Бельгии… | Отдали Бельгии… | Отдали Бельгии…  |
| 4 балла         | 3 балла         | 1 балл           |
| --------------- | --------------- | ---------------- |
| Швеция          | Италия          | Австрия Германия |

## Страны, получившие баллы от Бельгии
| 3 балла | Франция                                               |
| 2 балла | Германия                                              |
| 1 балл  | Великобритания, Норвегия, Австрия, Нидерланды, Италия |